# Бланко, Альфонсо
Альфонсо Бланко (англ. Alfonso Blanco; род. 2 февраля 1986, Каракас, Венесуэла) — венесуэльский боксёр-профессионал, выступающий в 1-й средней и средней весовых категориях.
Двукратный призёр чемпионатов мира (2007, 2009), серебряный призёр Кубка мира (2008), двукратный чемпион Южноамериканских игр (2006, 2010) в любителях. Среди профессионалов бывший временный чемпион мира по версии WBA (2015—2016) в среднем весе.

## Любительская карьера
В 2007 году в средней весовой категории (до 75 кг) прошёл в финал чемпионата мира в Чикаго где выиграл серебряную медаль, в борьбе за золото уступив российскому боксёру Матвею Коробову.
В следующем сезоне 2008 года принял участие в летних Олимпийских играх, где в четвертьфинале проиграл ирландскому боксёру Даррену Сазерленду — который в итоге стал бронзовым призёром олимпиады. В конце 2008 года участвовал в Кубке мира в Москве и выиграл серебряную медаль, победив в полуфинале российского боксёра Дмитрия Чудинова.
В 2009 году вновь участвовал в чемпионате мира в Милане и выиграл бронзовую медаль.

## Профессиональная карьера
Профессиональный дебют Альфонсо состоялся в сентябре 2010 года в США.
10 октября 2015 года состоялся бой Альфонсо с опытным белорусским боксёром Сергеем Хомицким, в котором Альфонсо Бланко выиграл единогласным решением судей и завоевал звание временного чемпиона мира по версии WBA в среднем весе.

### Бой с Хассаном Н’Дам Н’Жикамом
17 декабря 2016 года потерпел первое поражение, проиграв нокаутом в 1-м раунде опытному французу Хассану Н’Дам Н’Жикаму (34-2), и потерял титул временного чемпиона мира по версии WBA (1-я защита Бланко) в среднем весе.

## Статистика профессиональных боёв
В таблице перечислены результаты всех поединков боксёров.
В каждой строке указан результат поединка. Дополнительно номер поединка обозначен цветом, который обозначает итог поединка. Расшифровка обозначений и цветов представлена в нижеследующей таблице.
| Пример | Расшифровка                     |
| ------ | ------------------------------- |
|        | Победа                          |
|        | Ничья                           |
|        | Поражение                       |
|        | Планируемый поединок            |
|        | Поединок признан несостоявшимся |
| КО     | Нокаут                          |
| ТКО    | Технический нокаут              |
| PTS    | Решение судей (по очкам)        |
| UD     | Единогласное решение судей      |
| MD     | Решение большинства судей       |
| SD     | Раздельное решение судей        |
| RTD    | Отказ от продолжения боя        |
| DQ     | Дисквалификация                 |
| NC     | Поединок признан несостоявшимся |

| 17 поединков, 16 побед (8 нокаутом), 1 поражение | 17 поединков, 16 побед (8 нокаутом), 1 поражение | 17 поединков, 16 побед (8 нокаутом), 1 поражение | 17 поединков, 16 побед (8 нокаутом), 1 поражение | 17 поединков, 16 побед (8 нокаутом), 1 поражение | 17 поединков, 16 побед (8 нокаутом), 1 поражение | 17 поединков, 16 побед (8 нокаутом), 1 поражение                                                                                             | 17 поединков, 16 побед (8 нокаутом), 1 поражение |
| Бой                                              | Рекорд                                           | Дата боя                                         | Соперник                                         | Место проведения боя                             | Раундов, время                                   | Дополнительно |                                                  |
| ------------------------------------------------ | ------------------------------------------------ | ------------------------------------------------ | ------------------------------------------------ | ------------------------------------------------ | ------------------------------------------------ | --- | ------------------------------------------------ |
| 17                                               | 16-1                                             | 19 октября 2019                                  | Ноэль Мехиа Ринкон (22-14-1)                     | Турмеро, Венесуэла                               | RTD 3 (10)                                       | |                                                  |
| 16                                               | 15-1                                             | 21 июня 2019                                     | Хосе Эрнандес (1-1)                              | Гуатире, Венесуэла                               | TKO 1 (6)                                        | |                                                  |
| 15                                               | 14-1                                             | 23 марта 2019                                    | Луис Гонсалес (3-21)                             | Турмеро, Венесуэла                               | SD (8)                                           | Счёт: 79-73, 77-75, 75-77. |                                                  |
| 14                                               | 13-1                                             | 14 декабря 2018                                  | Андрес Абреу (0-16)                              | Турмеро, Венесуэла                               | TKO 2 (8), 1:55                                  | |                                                  |
| 13                                               | 12-1                                             | 17 декабря 2016                                  | Хассан Н’Дам Н’Жикам (34-2)                      | Сен-Дени, Франция                                | KO 1 (12), 0:22                                  | Потерял титул временного чемпиона мира по версии WBA в среднем весе (1-я защита Бланко).                                                     |                                                  |
| 12                                               | 12-0                                             | 10 октября 2015                                  | Сергей Хомицкий (30-11-3)                        | Каракас, Венесуэла                               | UD (12)                                          | Завоевал титул временного чемпиона мира по версии WBA в среднем весе. Счёт: 119-109, 117½-112, 119-109.                                      |                                                  |
| 11                                               | 11-0                                             | 27 июня 2015                                     | Альваро Роблес (19-4)                            | Ла-Гуайра, Венесуэла                             | UD (12)                                          | Завоевал вакантные титулы чемпиона по версиям WBA Fedecaribe и WBC International Silver в 1-м среднем весе. Счёт: 119-109, 117-111, 118-110. |                                                  |